# Combretum
Genre
Classification phylogénétique
Synonymes

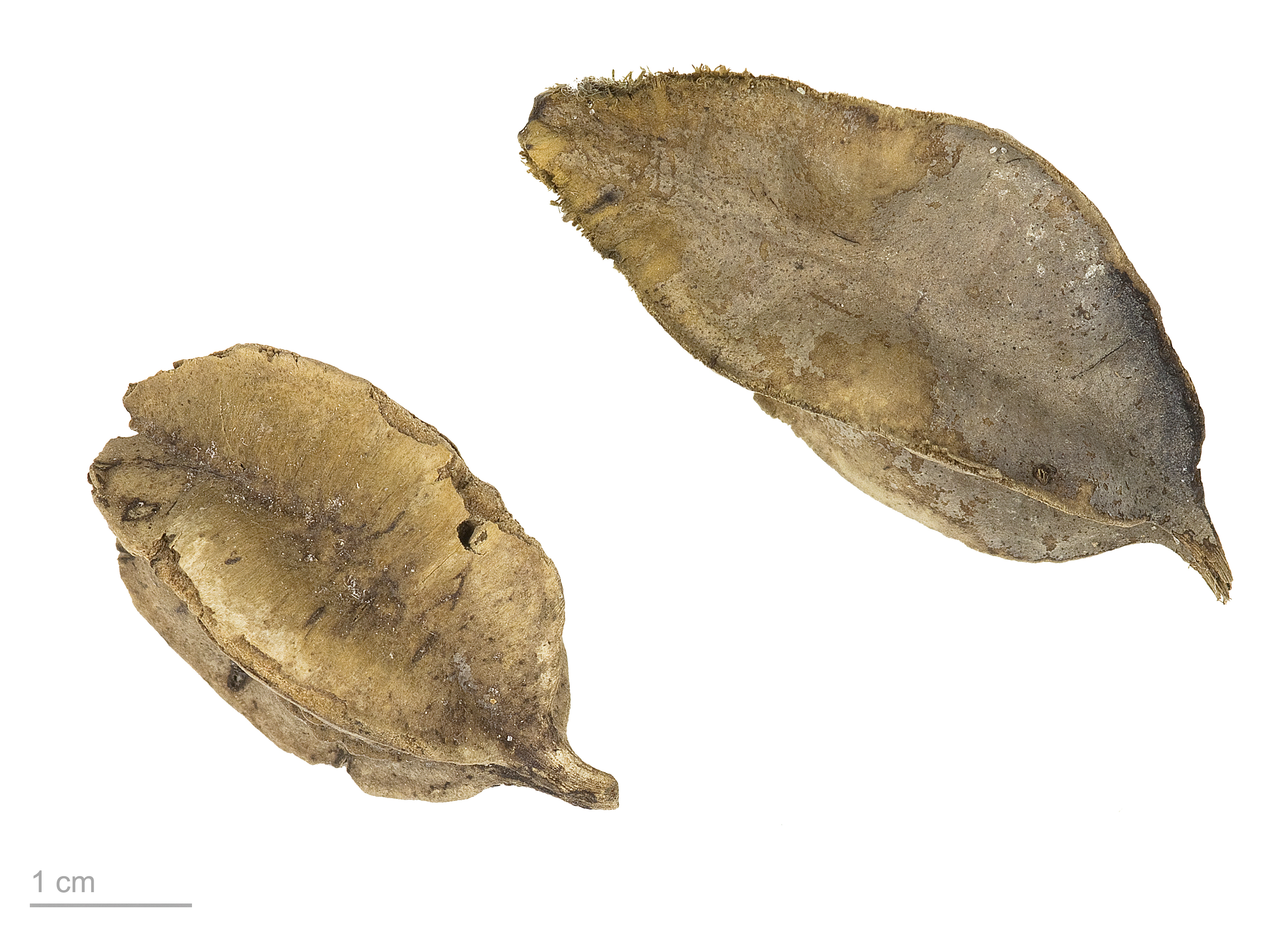
Combretum acutum au Muséum de Toulouse.

Combretum est un genre de plantes à fleurs dicotylédones de la famille des  Combretaceae.

## Liste des espèces
Selon Catalogue of Life (20 juillet 2017) :
- Combretum aculeatum Vent.
- Combretum acuminatum Roxb.
- Combretum acutifolium Exell
- Combretum acutum Laws.
- Combretum adenogonium Steud. ex A. Rich.
- Combretum adrianii C.C.H. Jongkind
- Combretum alatum Craib
- Combretum albidum G. Don
- Combretum albiflorum (Tul.) C.C.H. Jongkind
- Combretum albopunctatum Suesseng.
- Combretum alfredii Hance
- Combretum ambongense (Perrier) comb. ined.
- Combretum andradae Exell & Garcia
- Combretum angolense Welw. ex Laws.
- Combretum angustipetalum Chiov.
- Combretum annulatum Craib
- Combretum apetalum Wall. ex Kurz
- Combretum aphanopetalum Engl. & Diels
- Combretum apiculatum Sond.
- Combretum argenteum Bertol.
- Combretum argyrotrichum Welw. ex Laws.
- Combretum assimile Eichl.
- Combretum aureonitens Engl. & Gilg
- Combretum auriculatum Engl. & Diels
- Combretum basilei Chiov.
- Combretum bauchiense Hutchinson & Dalziel
- Combretum bipindense Engl. & Diels
- Combretum blepharopetala Wickens
- Combretum boinensis (Humbert) C.C.H. Jongkind
- Combretum bracteatum (Laws.) Engl. & Diels
- Combretum bracteosum (Hochst.) Brandis ex Engl.
- Combretum brassiciforme Exell
- Combretum brevistylum (Perrier) comb. ined.
- Combretum butyrosum (Bertol. fil.) Tul.
- Combretum cacoucia (Baillon) Exell
- Combretum caffrum (Eckl. & Zeyh.) Kuntze
- Combretum camporum Engl.
- Combretum capitatum De Wild. & Exell
- Combretum capituliflorum Fenzl ex Schweinf.
- Combretum capuronii C.C.H. Jongkind
- Combretum carringtonianum Exell & Garcia
- Combretum caudatisepalum Exell & Garcia
- Combretum caudatum (Craib) comb. ined.
- Combretum celastroides Welw. ex Laws.
- Combretum chionanthoides Engl. & Diels
- Combretum cinereopetalum Engl. & Diels
- Combretum cinnabarinum Engl. & Diels
- Combretum clarense C. C. H. Jongkind
- Combretum coccineum (Sonn.) Lam.
- Combretum collinum Fresen.
- Combretum comosum G. Don
- Combretum conchipetalum Engl. & Diels
- Combretum confertum (Benth.) Laws.
- Combretum confusum Merr. & Rolfe
- Combretum congolanum Liben
- Combretum constrictum (Benth.) Laws.
- Combretum contractum Engl. & Diels
- Combretum coursianum (H. Perrier) C.C.H. Jongkind
- Combretum cuspidatum Planch. ex Benth.
- Combretum cyclocarpum Chiov.
- Combretum decandrum Jacq.
- Combretum decaryanum (Perrier) comb. ined.
- Combretum decaryi C.C.H. Jongkind
- Combretum deciduum Collett & Hemsl.
- Combretum demeusei De Wild.
- Combretum densiflorum (Wall.) comb. ined.
- Combretum discolor Taub.
- Combretum dolichopetalum Engl. & Diels
- Combretum duarteanum Cambess.
- Combretum echirense C.C.H. Jongkind
- Combretum edwardsii Exell
- Combretum elaeagnoides Klotzsch
- Combretum engleri Schinz
- Combretum erianthum (Tul.) comb. ined.
- Combretum eriogynum (H. Perrier) C.C.H. Jongkind
- Combretum erosum C. C. H. Jongkind
- Combretum erythrophyllum (Burch.) Sond.
- Combretum esteriense C.C.H. Jongkind
- Combretum evisceratum (H. Perrier) C.C.H. Jongkind
- Combretum exalatum Engl.
- Combretum exannulatum Engl. & Diels
- Combretum exellii C.C.H. Jongkind
- Combretum falcatum (Welw. ex Hiern) C.C.H. Jongkind
- Combretum farinosum Kunth
- Combretum foliatum Craib
- Combretum formosum G. Don
- Combretum frangulifolium Kunth
- Combretum fruticosum (Loefl.) Stuntz
- Combretum fulvum Keay
- Combretum fuscum Planch. ex Benth.
- Combretum gabonense Exell
- Combretum ghesquierei Liben
- Combretum gillettianum Liben
- Combretum glabrum DC.
- Combretum glaucocarpum Mart.
- Combretum glutinosum Perr. ex DC.
- Combretum goetzei Engl. & Diels
- Combretum goldieanum F.Müll.
- Combretum goossensii De Wild. & Exell
- Combretum gossweileri Exell
- Combretum gracile Schott
- Combretum graciliflorum C.A. Stace
- Combretum grandidieri Drake
- Combretum grandiflorum G. Don
- Combretum griffithii Heurck & Muell. Arg.
- Combretum harrisii G.E. Wickens
- Combretum hartmannianum Schweinf.
- Combretum haullevilleanum Wildem.
- Combretum hensii Engl. & Diels
- Combretum hereroense Schinz
- Combretum hilariana D. Dietr.
- Combretum holstii Engl.
- Combretum homalioides Hutchinson & Dalziel
- Combretum igneiflorum Rendón & R.Delgad.
- Combretum iliairii Engl.
- Combretum imberbe Wawra
- Combretum indicum (L.) C. C. H. Jongkind
- Combretum inflatum C.C.H. Jongkind
- Combretum ivanii C.C.H. Jongkind
- Combretum kachinense King & Prain ex Prain
- Combretum kasaiense Liben
- Combretum kirkii Laws.
- Combretum klossii Ridl.
- Combretum kraussii Hochst.
- Combretum lanceolatum Pohl ex Eichl.
- Combretum lasiocarpum Engl. & Diels
- Combretum latialatum Engl. ex Engl. & Diels
- Combretum latifolium Bl.
- Combretum laurifolium Mart.
- Combretum laxum Jacquin
- Combretum lecardii Engl. & Diels
- Combretum leprosum Mart.
- Combretum lineare Keay
- Combretum lisowskii C.C.H. Jongkind
- Combretum llewelynii Macbride
- Combretum lokele Liben
- Combretum longicollum C.C.H. Jongkind
- Combretum longipilosum Engl. & Diels
- Combretum longispicatum (Engl.) Engl. & Diels
- Combretum louisii Liben
- Combretum lukafuensis De Wild.
- Combretum luxenii Exell
- Combretum macrocalyx (Tul.) C.C.H. Jongkind
- Combretum malabaricum (Bedd.) Sujana, Ratheesh & Anil Kumar
- Combretum malifolium (Perrier) comb. ined.
- Combretum mannii Laws. ex Engl. & Diels
- Combretum marchettii Chiov.
- Combretum marginatum Engl. & Diels
- Combretum mellifluum Eichl.
- Combretum meridionalis (H. Perrier) C.C.H. Jongkind
- Combretum micranthum G. Don - Kinkeliba
- Combretum microphyllum Klotzsch
- Combretum mildbraedii Hutchinson & Dalziel
- Combretum mkuzense J.D. Carr & E. Retief
- Combretum moggii Exell
- Combretum molle R. Br. ex G. Don
- Combretum monetaria Mart.
- Combretum mooreanum Exell
- Combretum mortehanii De Wild. & Exell
- Combretum mossambicense (Klotzsch) Engl.
- Combretum mucronatum Schum. & Thonn.
- Combretum multinervium Exell
- Combretum mweroense Baker
- Combretum nanum Buch.-Ham. ex D. Don
- Combretum ndjoleense C.C.H. Jongkind
- Combretum nelsonii Dümmer
- Combretum nigrescens King
- Combretum nigricans Leprieur ex Guill. & Perr.
- Combretum nioroense Aubrev. ex Keay
- Combretum niphophilum Gilg & Ledermann ex Engl.
- Combretum nusbaumeri Jongkind & L.Gaut.
- Combretum obovatum F. Hoffm.
- Combretum obscurum Tul.
- Combretum octagonum (H. Perrier) C.C.H. Jongkind
- Combretum olivaceum Engl.
- Combretum oliviforme A.C. Chao
- Combretum oudenhovenii C.C.H. Jongkind
- Combretum oxygonium (Tul.) C.C.H. Jongkind
- Combretum oxystachyum Welw. ex Laws.
- Combretum oyemense Exell
- Combretum padoides Engl. & Diels.
- Combretum paniculatum Vent.
- Combretum paradoxum Welw. ex Laws.
- Combretum paraguariense (Eichler) Stace
- Combretum paucinervium Engl. & Diels
- Combretum pavonii G. Don
- Combretum pecoense Exell
- Combretum pentagonum Lasss.
- Combretum perakense M. Gangopadhyay & T. Chakrabarty
- Combretum petrophilum E. Retief
- Combretum pilosum Roxb.
- Combretum pisoniiflorum (Klotzsch) Engl.
- Combretum pisonioides Taub.
- Combretum platypetalum Welw. ex Laws.
- Combretum platypterum (Welw.) Hutch. & Dalz.
- Combretum polyanthum C. C. H. Jongkind
- Combretum procursum Craib
- Combretum prostratum (Craib) comb. ined.
- Combretum psidioides Welw.
- Combretum punctatum Bl.
- Combretum purpureiflorum Engl.
- Combretum pyramidatum Desv.
- Combretum pyrifolium (Wall.) Kurz
- Combretum quadrangulare Kurz
- Combretum quadratum Craib
- Combretum rabiense C.C.H. Jongkind
- Combretum racemosum Beauv.
- Combretum razianum K.G.Bhat
- Combretum recurvatum Sujana, Ratheesh & Anil Kumar
- Combretum relictum Hutchinson & Dalziel
- Combretum robustum C.C.H. Jongkind
- Combretum robynsii Exell
- Combretum rochetianum A. Rich. ex A. Juss.
- Combretum rohrii Exell
- Combretum rotundifolium Rich.
- Combretum rovirosae Exell
- Combretum roxburghii Spreng.
- Combretum rupicola Ridl.
- Combretum sanjappae Chakrab. & Lakra
- Combretum scandens Liben
- Combretum schumannii Engl.
- Combretum schweinfurthii Engl. & Diels
- Combretum sericeum G. Don
- Combretum simulans Portères
- Combretum sordidum Exell
- Combretum sphaeroides (Tul.) C.C.H. Jongkind
- Combretum spinosum Humb. & Bonpl.
- Combretum stenopterum Exell
- Combretum stocksii Sprague
- Combretum stylesii O.Maurin, Jordaan & A.E.van Wyk
- Combretum subglabratum De Wild
- Combretum subumbellatum (Baker) C.C.H. Jongkind
- Combretum sulcatum (van Slooten) comb. ined.
- Combretum sundaicum Miq.
- Combretum sylvicola O.Maurin
- Combretum tanaense J. J. Clark
- Combretum tarquense J. J. Clark
- Combretum tenuipetiolatum Wickens
- Combretum ternatum (Wall. ex C. B. Cl.) O.Lecomte
- Combretum tetragonocarpum Kurz
- Combretum tetralophoides van Slooten
- Combretum tetralophum C. B. Cl.
- Combretum tibatiense Gilg & Ledermann ex Engl.
- Combretum tomentosum G. Don
- Combretum trifoliatum Vent.
- Combretum ulei Exell
- Combretum umbricola Engl.
- Combretum vendae A.E. van Wyk
- Combretum vernicosum Rusby
- Combretum villosum (Tul.) C.C.H. Jongkind
- Combretum violaceum (Tul.) C.C.H. Jongkind
- Combretum viscosum Exell
- Combretum wallichii DC.
- Combretum wattii Exell
- Combretum wildemanii M. Gangopadhyay & T. Chakrabarty
- Combretum wilksii Jongkind
- Combretum winitii Craib
- Combretum xanthothyrsum Engl. & Diels
- Combretum yuankiangense C.C. Huang & S.C. Huang
- Combretum zenkeri Engl. & Diels
- Combretum zeyheri Sond.